# Saison 5 des Tortues Ninja
 (août 2017).
Si vous disposez d'ouvrages ou d'articles de référence ou si vous connaissez des sites web de qualité traitant du thème abordé ici, merci de compléter l'article en donnant les références utiles à sa vérifiabilité et en les liant à la section « Notes et références ».
Chronologie
Saison 4
Cet article présente les épisodes de la cinquième saison de la série télévisée d'animation américaine Les Tortues Ninja diffusée du 19 mars 2017 au 12 novembre 2017 sur Nickelodeon. Quelques épisodes sont diffusés sur NickToons.
S'agissant de la dernière saison de la série, son titre est renommé en s'intitulant Les Aventures des Tortues Ninja (Tales of the Teenage Mutants Ninja Turtles).
En France, la cinquième saison est diffusée en nombre de quatre épisodes inédits depuis le 2 juin 2017 sur Nickelodeon France.

## Épisodes
| № | #  | Titre français / (Titre original) | Réalisation      | Scénario                           | Première diffusion            | Première diffusion      | Audiences |
| --- | -- | --- | ---------------- | ---------------------------------- | ----------------------------- | ----------------------- | --------- |
| 105 | 1  | Le Rouleau du Démodragon (Scroll of the Demodragon)                                                                                            | Sebastian Montes | Randolph Heard                     | 19 mars 2017                  | 2 juin 2017             | 1,01      |
| Le reste du clan des foot invoque un démon nommé Kavaxas qui est un entité démoniaque pour lui demander assistance de ressusciter Schreder.                        |    | |                  |                                    |                               |                         |           |
| 106 | 2  | L'Épéiste Oublié (The Forgotten Swordsman) | Alan Wan         | Peter Di Cicco                     | 26 mars 2017                  | 2 juin 2017             | 0,99      |
| Hattori Tatsu possède le casque de Schreder et le clan des foot et Kavaxas cherchent a le reprendre pour ressusciter Schreder.                                     |    | |                  |                                    |                               |                         |           |
| 107 | 3  | Le Cœur du Démon (Heart of Evil) | Rie Koga         | Gavin Hignight                     | 2 avril 2017                  | 2 juin 2017             | 1,12      |
| Le chef du gang Italo Américain cherche a consommer le coeur de Schreder et le clan des foot et Kavaxas cherchent a le reprendre ressusciter Schreder.             |    | |                  |                                    |                               |                         |           |
| 108 | 4  | La Fin des Temps (End times) | Sebastian Montes | Brandon Auman                      | 9 avril 2017                  | 2 juin 2017             | 1,14      |
| Kavaxas est un traître et alors que les protagonistes et le clan des foot se collaborent pour mettre fin a Kavaxas qui cherche le Chaos avec son armée de fantôme. |    | |                  |                                    |                               |                         |           |
| 109 | 5  | Il était une fois Splinter et les Tortues (Lone Rats and Cubs)                                                                                 | Alan Wan         | Kevin Eastman                      | 13 août 2017                  | Date inconnue en France | 1,06      |
| Cet épisode s'intéresse au flash back avec Splinter et les tortues.                                                                                                |    | |                  |                                    |                               |                         |           |
| 110 | 6  | Le Choc des Mondes, première partie (When Worlds Collide, part 1)                                                                              | Sebastian Montes | Todd Casey et Elliott Casey        | 18 juin 2017                  | Date inconnue en France | 0,91      |
| La confrontation contre le tritonateur qui cherche la peau a Bishop.                                                                                               |    | |                  |                                    |                               |                         |           |
| 111 | 7  | Le Choc des Mondes, deuxième partie (When Worlds Collide, part 2)                                                                              | Alan Wan         | Eugene Son                         | 18 juin 2017                  | Date inconnue en France | 0,91      |
| L'affrontement contre le tritonateur par les protagonistes , les utroms et les bons tritonateur.                                                                   |    | |                  |                                    |                               |                         |           |
| 112 | 8  | La Malédiction de Savanti Romero (The Curse of Savanti Romero)                                                                                 | Rie Koga         | Peter Di Cicco                     | 27 septembre 2017 (NickToons) | Date inconnue en France | -         |
| Un démon Savanti Romero et un vampire Dracula contaminent les gens en vampire et en loup garou et Renet porte assistance aux tortues.                              |    | |                  |                                    |                               |                         |           |
| 113 | 9  | La Crypte de Dracula (The Crypt of Dracula) | Sebastian Montes | John Shirley                       | 27 septembre 2017 (NickToons) | Date inconnue en France | -         |
| La confrontation contre le vampire Dracula responsable de l’épidémie.                                                                                              |    | |                  |                                    |                               |                         |           |
| 114 | 10 | La Créature du Docteur Frankenstein (The Frankenstein Experiment)                                                                              | Alan Wan         | Brandon Auman                      | 4 octobre 2017 (NickToons)    | Date inconnue en France | -         |
| Une connaissance avec le savant et sa créature mais Dracula met a travers le chemin.                                                                               |    | |                  |                                    |                               |                         |           |
| 115 | 11 | Les Monstres attaquent (Monsters Among Us) | Rie Koga         | Kevin Burke et Chris Wyatt « Doc » | 11 octobre 2017 (NickToons)   | Date inconnue en France | -         |
| La seule solution pour que les gens qui deviennent normaux et délivrer de la manipulation est de tuer le vampire original qui est Dracula.                         |    | |                  |                                    |                               |                         |           |
| 116 | 12 | Bebop et Rocksteady, première partie (Wanted: Bebop and Rocksteady)                                                                            | Rie Koga         | Peter Di Cicco                     | 12 novembre 2017              | Date inconnue en France | 0,96      |
| Des retrouvailles avec les homologues de 1987 et alors que il y a Schreder et Krang de 1987 qui engagent Bebop et Rocksteady de 2012.                              |    | |                  |                                    |                               |                         |           |
| 117 | 13 | Bebop et Rocksteady, deuxième partie (The Foot Walks Again)                                                                                    | Sebastian Montes | Mark Henry                         | 12 novembre 2017              | Date inconnue en France | 0,96      |
| Une confrontation est déclencher avec les tortues de 1987 et 2012 qui font face a Schreder et Krang de 1987 avec Bebop et Rocksteady de 2012.                      |    | |                  |                                    |                               |                         |           |
| 118 | 14 | Bebop et Rocksteady, troisième partie (The Big Blow-Out)                                                                                       | Alan Wan         | Jed MacKay                         | 12 novembre 2017              | Date inconnue en France | 0,96      |
| Un complot de destruction des mondes par Schreder et Krang de 1987.                                                                                                |    | |                  |                                    |                               |                         |           |
| 119 | 15 | Yojimbo (Yojimbo) | Rie Koga         | Stan Sakai                         | 23 juillet 2017               | Date inconnue en France | 0,99      |
| Une rencontre dans la dimension avec Usagi par les tortues. |    | |                  |                                    |                               |                         |           |
| 120 | 16 | Osoroshi no Tabi (Osoroshi no Tabi) | Sebastian Montes | Brandon Auman                      | 30 juillet 2017               | Date inconnue en France | 0,93      |
| Suite avec Usagi dans la dimension avec les tortues. |    | |                  |                                    |                               |                         |           |
| 121 | 17 | Kagayakei Kintaro (Kagayakei Kintaro) | Alan Wan         | Henry Gilroy                       | 6 août 2017                   | Date inconnue en France | 0,97      |
| Dernière partie avec Usagi dans la dimension avec les tortues. |    | |                  |                                    |                               |                         |           |
| 122 | 18 | Raphael : L'Apocalypse Mutante, première partie : Le Guerrier des Terres Désolées (Raphael: Mutant Apocalypse, part 1 : The Wasteland Warrior) | Rie Koga         | Brandon Auman                      | 22 septembre 2017 (NickToons) | Date inconnue en France | -         |
| Après que le monde est détruit par la bombe mutagène Raphael se lié d'amitié avec une suricate mutante et confronte aux blaireaux maraudeurs.                      |    | |                  |                                    |                               |                         |           |
| 123 | 19 | Raphael : L'Apocalypse Mutante, deuxième partie : Le Désert Impossible (Raphael: Mutant Apocalypse, part 2 : The Impossible Desert)            | Sebastian Montes | Peter Di Cicco                     | 22 septembre 2017 (NickToons) | Date inconnue en France | -         |
| Raphael retrouve ses frères Mikey et Donnie et il est toujours au coter de la suricate et toujours confronter aux blaireaux.                                       |    | |                  |                                    |                               |                         |           |
| 124 | 20 | Raphael : L'Apocalypse Mutante, troisième partie : Carmageddon (Raphael: Mutant Apocalypse, part 3 : Carmageddon!)                             | Alan Wan         | Gavin Hignight                     | 22 septembre 2017 (NickToons) | Date inconnue en France | -         |
| Raphael est toujours confronter face aux blaireaux et il confronte a Maximus Kong qui est Léo (victime de manipulation).                                           |    | |                  |                                    |                               |                         |           |